# Жофре Ловерњ
Жофре Ловерњ (фр. Joffrey Lauvergne; Милуз, 30. септембар 1991) француски је кошаркаш. Игра на позицији крилног центра, а тренутно наступа за Асвел.

## Каријера
Сениорску каријеру је почео 2009. у екипи Елан Шалона, за који је наступао до 2012. Са њима је освојио шампионат Француске 2012. и два купа 2011. и 2012. године. У новембру 2012. потписао је једномесечни уговор са шпанском Валенсијом. Одиграо је пет утакмица у АЦБ лиги просечно постижући 5,8 поена и 3,8 скока, и две у Еврокупу где је просечно постизао 11 поена и имао 3 скока.
Дана 27. децембра 2012. потписао је двоипогодишњи уговор са Партизаном. Са Партизаном је освојио шампионски прстен јадранске лиге 2013. године, а такође постао и првак Србије 2013. године.
У јануару 2014. после повреде капитена Партизана Драгана Милосављевића, Ловерњ је постао први странац капитен у историји КК Партизан. Са црно-белима је носећи капитенску траку освојио и домаће првенство у сезони 2013/14.
У јуну 2014. године, Ловерњ је потписао двогодишњи уговор са Химкијем. Ипак почетком фебруара 2015. раскида уговор са њима. За руски клуб је одиграо 27 утакмица на којима је бележио просечно 9,4 поена и 4,4 скока по мечу.
Дана 19. фебруара 2015. године, Ловерњ је потписао двогодишњи уговор са Денвер нагетсима. За Денвер је одиграо 83 утакмице (16 као стартер) и бележио просечно 6,7 поена и 4,4 скока за 15,8 минута по утакмици. Крајем августа 2016. мењан је у Оклахома Сити тандер. Није се дуго задржао у Оклахоми па је 23. фебруара 2017. године, последњег дана прелазног рока "трејдован" у Чикаго булсе. У редовима Булса је остао до краја сезоне да би током лета уследила нова промена средине. Ловерњ је 18. јула 2017. године потписао уговор са Сан Антонио спарсима и тако се придружио свом бившем саиграчу из Партизана Давису Бертансу који од лета 2016. наступа за "мамузе". За Сан Антонио је у сезони 2017/18. на 55 одиграних утакмица у регуларном делу сезоне бележио просечно 4,1 поен и 3,1 скок по мечу. Одиграо је и један меч у плејофу на којем је за 6 минута постигао 2 поена.
У јулу 2018. се вратио у европску кошарку и потписао уговор са турским Фенербахчеом. У екипи Фенербахчеа је провео наредне две сезоне у којима је освојио два турска Купа. У јулу 2020. је потписао за Жалгирис. У литванском клубу је провео наредне две сезоне у којима је био једном првак државе и два пута освајач националног Купа.

## Репрезентација
Наступао је за све млађе селекције репрезентације Француске. Са репрезентацијом до 20 година освојио је бронзану медаљу на Европском првенству 2011.
Са сениорском репрезентацијом Француске је освојио златну медаљу на Европском првенству 2013. у Словенији и бронзане медаље на Светском првенству 2014. у Шпанији и на Европском првенству 2015. године.

## Успеси

### Клупски
- Елан Шалон:
  - Првенство Француске (1): 2011/12.
  - Куп Француске (2): 2011, 2012.
  - Куп Недеља асова (1): 2012.

- Партизан:
  - Јадранска лига (1): 2012/13.
  - Првенство Србије (2): 2012/13, 2013/14.

- Фенербахче:
  - Куп Турске (2): 2019, 2020.

- Жалгирис:
  - Првенство Литваније (1): 2020/21.
  - Куп краља Миндовга (2): 2021, 2022.

### Репрезентативни
- Европско првенство:  2013,  2015.
- Светско првенство:  2014.